# 九三式水中探信儀
九三式探信儀（93しきたんしんぎ）または九三式水中探信儀（93しきすいちゅうたんしんぎ）は、大日本帝国海軍（日本海軍）が開発した艦艇搭載用の水中探信儀（アクティブ・ソナー）。

## 開発までの経緯
日本海軍は、第一次世界大戦中にイギリス政府の要請に基づいて船団護衛を目的とする第二特務艦隊を地中海に派遣した。その際にイギリス海軍の駆逐艦が使用していた曳航式の水中聴音機が初めて見聞され､現地部隊が得た情報は帰国後に海軍省に報告された。同省はこの報告を重視して大戦終了後に英国駐在の大使館付武官や監督官に装置の調査を実施させ、1921年（大正10年）頃より英国から各種水中聴音機を購入した。
さらに1923年（大正12年）頃には海軍艦政本部監督官としてパリに在駐していた名和武造兵大尉がポール・ランジュバンによる「ランジュバン式水晶送波器」の発明を知り、これを調査した上で海軍省に試験購入を提案したところ、同省ではこれを測深儀として購入することを決定し、昭和初め頃にフランスのSCAM社製より潜水艦探知装置を購入して横須賀で駆潜艇を使った研究と実験が行われた。これらの成果を参考に兵器化が進められ、1933年（昭和8年）に九三式探信儀として採用されるに至った。

## 装置概要
本機は水晶の圧電気作用を利用する物で､送受波器より水中に発射した超音波の反響音を受振状態の送受波器で受振する事で物体の在否や性状、方向および距離を知ろうとするものだった。当初は艦内電源が直流の小艦艇用（一型）、交流の小艦艇用（三型）、潜水艦用（四型）の3つに区分されたが、後に送受波器を磁歪式とした五型が整備された。
発受振装置は発振器と呼ばれる高周波電力発生装置を主体にする発振系と､送受波器が受振した信号を増幅、検波して受聴器で聞取る受振系、発振・受振系と送受波器間の電路の接断を行う送受継電器を主体としていた。その作動原理は発振器のハートレー回路により発振・増幅した高周波電力を送受継電器を通じて送受波器に導き、内部の水晶板を振動させて水中に超音波を発し､目標からの反響音を再び送受波器で受振して受振器により4段増幅､ヘテロダイン検波して電気的に可聴音に変え、受聴器により聴知するというものだった。
送受波器は水晶の圧電気作用を利用して高周波電力を超音波に変えて水中に発射するとともに､反射してきた超音波を受振して再び高周波電流に変えるものであり｢九三式送波器｣と呼ばれる共振周波数17.5kHzの水晶式送受波器が採用された。
これは厚さ5㎜、長さ40㎜、幅20㎜の水晶片140個を並べ、直径310㎜の振動板で挟んだもので､衝撃に対して極めて弱いという欠点があった。そのため水上艦艇では爆雷攻撃前に送受波器を上昇させて艦内に収容し、昇降用の艦底開口部に設けた堰戸弁を閉じることにより爆雷攻撃時に送受波器内の水晶圧電体の破損や剥離などの事故を防止した。
本送受波器で使用されていた水晶原石はその全てをブラジルからの輸入に依存しており、戦争の進展に伴って1942年（昭和17年）には供給が途絶し、1943年（昭和18年）には国内手持ち品のみに頼る状況となって大幅に不足した。このため1944年（昭和19年）から送受波器をAF合金による磁歪式とした改良型が少数製造された。これは水晶式と比べて衝撃による破損や温度変化による能力の変化等がなく、音響出力も水晶式と比較して一桁増加するなどの利点があった。
当初は送受波器に整流覆（ソナードーム）が無く航走時の自艦発生雑音が大きいと言う欠点が指摘されたため､1944年(昭和19年)後半から､開戦後に鹵獲したASDICに附属していた物を参考にした固定式の鉄製整流覆が駆逐艦等に装備された。この結果それまでは12ノット以上では探知不能となっていたのが18ノットまで有効に活用できるようになり､航走中の探知能力が向上した。また､指向性が先鋭すぎて探知後の失探が多いという欠点も指摘されたので予め聴音機で方向を確かめた後に測距を行うように用法が工夫された。
操縦装置は送受波器の昇降・旋回を管制する装置であり､本器では艦底に油圧整動機による操縦装置が付属し水測室から遠隔操作された。その機能は旋回秒時が一分間に29回、昇降秒時10～14秒、開閉秒時10秒と言うもので､この装置は入渠することなく送受波器の換装ができるなどの長所がある一方で、昇降旋回装置の重量容積が極めて大きく、装備にあたって長期の入渠工事を必要とする欠点があった。
九三式探信儀一型操縦装置主要目
- 機構装置重量：2113.8 kg
- 電動装置重量：2083.5 kg
- 装備全重量：3207.3 kg
- 昇降行程：1m
- 開閉行程：470 mm
- 送波器突出量：400mm[注釈 1]

指揮装置は探知目標の方向・距離を各電気装置により自動的に視覚指示するもので､主に方向を示す方向指示装置と探知した目標の距離を示す距離指示装置からなっていた。操作者は送受波器を旋回させて目標を捜索しつつ､受聴器で反響音の聴知に努め､反響音が聞こえた時に距離指示器の指針の位置を記録する事で目標の距離を判定した。探知した目標の距離は水測室の距離発信器を操作して艦橋の距離受信器へと送信された。また艦が針路を変更した場合は､艦橋で転舵角発信器を操作して水測室へ転舵角を送信し､伝達された転舵角は方向指示器の転舵指針によって操作者に示された。この方式は反響の探知を聴覚に依存しており至近距離での探知が不明瞭となる欠点があった為、昭和19年頃からは能力向上を目的として､ASDICの記録式距離指示装置を模倣、国産化した記録装置が新たに装備された。これは沃度加里澱粉紙により反響の自動記録を行う装置で､前述の器材と併せて対潜攻撃の対勢判断に利用された。なお各装置の大まかな構成と機能は以下のようになっていた。
- 方向指示装置：主に探知目標の方向を示した。
  - 主方向指示器：水測室に装備され送波器の方向を示す方向指針と転舵角を示す転舵指針を有する。
  - 従方向指示器：艦橋に装備され送受波器の方向を示す。
  - 方向発信器：主方向指示器と従方向指示器に送受波器の方向を伝える。
  - 転舵発信器：艦橋に装備され転舵角を主方向指示器に伝える。

- 距離指示装置：探知目標の距離を示し､指度3,000mと6,000mの二重目盛りの距離時計式で受聴器で聞き取る反響音と併せて距離の判定に使用された[4]。
  - 距離指示器：水測室に装備され､反響と連動してホニックモーターにより起動・停止する指針により探知距離を示し､発振時限調定装置を有した。
  - 距離受信器：艦橋に装備され探知距離を受信する。
  - 距離発信器：水測室に装備され探知距離を艦橋に伝えるセルシン電動機。
  - 電鍵：水測室に装備され発振時隔を切換える。調整・手動・自動・8秒・4秒の切換え装置を持つ。

- 記録装置：主に記録器と増幅器からなり前者は艦橋に､後者は水測室に装備された。記録器は定速度電動機により､記録紙の繰り出しと記録ペンの駆動を一定速度で行う機構を主体とした物で、反響の自動記録を行い視覚による距離の読取りと探知物体の虚実判定に使用された。記録範囲は1,000mおよび2,500mで距離転換器により切換えられ､記録紙の繰出し速度は尺度1,000mの時の一分間に42mm、尺度2,500mの場合は一分間に16.8mmとなっていた。また記録器表面には敵艦の直上通過の時刻を予測し爆雷投射の指導を合理的に行うための投射指揮盤が附属した。

|               | 一型              | 三型              | 四型           | 五型            |
| ------------- | ----------------- | ----------------- | -------------- | --------------- |
| 装備艦種      | 駆逐艦 （直流艦） | 駆逐艦 （交流艦） | 潜水艦         | 駆逐艦 哨戒艦艇 |
| 周波数（kHz） | 17.5              | 同左              | 同左           | 16,19           |
| 探知能力（m） | 12ktで約1,300     | 12ktで約1,300     | 3~5ktで2,500   | 12ktで約2,000   |
| 測距精度（m)  | ±100              | ±100              | ±100           | ±100            |
| 指向性（度)   | 12                | 12                | 12             | 12              |
| 方向精度(度)  | ±3                | ±3                | ±3             | ±3              |
| 音波型式      | 非減衰波          | 非減衰波          | 非減衰波       | 非減衰波        |
| 発振器        | 真空管式          | 真空管式          | 真空管式       | 真空管式        |
| 受信器        | ヘテロダイン式    | ヘテロダイン式    | ヘテロダイン式 | ヘテロダイン式  |
| 指示方式      | 読取式            | 読取式            | 読取式         | 読取式          |
| 送波器        | 水晶式            | 水晶式            | 水晶式         | 磁歪式          |
| 操縦装置      |                   |                   |                |                 |
| 昇降          | 油圧整動器        | 油圧整動器        | 油圧整動器     | 油圧整動器      |
| 旋回          | 油圧整動器        | 油圧整動器        | 油圧整動器     | 油圧整動器      |
| 整流覆        | 無                | 無                | 無             | 無              |
| 電源          |                   |                   |                |                 |
| 発振器        | M-G               | 整流器            | M-G            | M-G             |
| 受信用        | M-G               | 整流器            | M-G            | M-G             |
| 操縦用        | DC100V            | AC220V            | DC220V         | DC100V          |
| 総重量(kg)    | 2,000             | 2,000             | 1,800          | 2,000           |

## 探知性能
理論上の最大探知距離は5,900m以上で標準としては以下のようになっていたとされるが、実際には環境や自艦の速力、装備艦種など様々な要因で探知距離は大きく変化した。
なお500m付近からは潜水艦の推進器音を聴取することも可能だったため、昭和18年発行の水中測的参考書では「500m以内からは探信儀聴音の併用を忘れない事」、「300m以内においては､探信儀は専ら聴音に用いる事を例とし、なしうれば直上まで接近のうえ爆雷攻撃を行う事」としていた。
| 潜航潜水艦を目標とした場合の標準値( 一型および五型【 （ ）内の数値 】 ) | 潜航潜水艦を目標とした場合の標準値( 一型および五型【 （ ）内の数値 】 ) | 潜航潜水艦を目標とした場合の標準値( 一型および五型【 （ ）内の数値 】 ) | 潜航潜水艦を目標とした場合の標準値( 一型および五型【 （ ）内の数値 】 ) |
| 探知速力                                                                | 最大探知距離                                                            | 確実探知距離                                                            | 最小探知距離                                                            |
| ----------------------------------------------------------------------- | ----------------------------------------------------------------------- | ----------------------------------------------------------------------- | ----------------------------------------------------------------------- |
| 6kt                                                                     | 3,500m(5,000m)                                                          | 2,500m(2,000m)                                                          | 150m(100m)                                                              |
| 10kt                                                                    | 3,000m(4,000m)                                                          | 2,000m(1,500m)                                                          | 150m(100m)                                                              |
| 12kt                                                                    | 2,500m(3,500m)                                                          | 1,500m(1,000m)                                                          | 150m(100m)                                                              |
| 14kt                                                                    | 1,500m(2,500m)                                                          | 1,000m(1,000m以内)                                                      | 150m(100m)                                                              |
| 駆逐艦「時雨」の探知能力                                                |                                                                         |                                                                         |                                                                         |
| 探知速力                                                                | 最大探知距離                                                            | 確実探知距離                                                            | 備考                                                                    |
| 6kt                                                                     | 3,800m                                                                  | 3,000m                                                                  | 目標：伊26(速力3kt) 場所：トラック(水深：3,000ｍ)                       |
| 12kt                                                                    | 2,950m                                                                  | 2,500m                                                                  | 目標：伊26(速力3kt) 場所：トラック(水深：3,000ｍ)                       |
| 14kt                                                                    | 2,650m                                                                  | 1,800m                                                                  | 目標：伊26(速力3kt) 場所：トラック(水深：3,000ｍ)                       |
| 第二十二号海防艦の報告による探知距離                                    |                                                                         |                                                                         |                                                                         |
| 探知速力                                                                | 目標(潜水艦)速力                                                        | 探知距離                                                                |                                                                         |
| 停止                                                                    | 7.5kt                                                                   | 約4200m                                                                 |                                                                         |
| 12kt                                                                    | 7.5kt                                                                   | 約3000m                                                                 |                                                                         |
| 14kt                                                                    | 7.5kt                                                                   | 約1800m                                                                 |                                                                         |
| 海防艦三十四号の探知能力                                                |                                                                         |                                                                         |                                                                         |
| 探知速力                                                                | 目標速力                                                                | 探知距離                                                                | 備考                                                                    |
| 停止                                                                    | 7.5kt                                                                   | 2500m                                                                   | 目標：曳船                                                              |
| 12kt                                                                    | 7.5kt                                                                   | 1700m                                                                   | 目標：曳船                                                              |
| 14kt                                                                    | 7.5kt                                                                   | 1000m                                                                   | 目標：曳船                                                              |